# Jevhen Zubejko
Jevhen Anatolijovyč Zubejko (in ucraino Євген Анатолійович Зубейко?; Bachmut, 30 settembre 1989) è un ex calciatore ucraino, di ruolo difensore.

## Caratteristiche tecniche
È un terzino destro.

## Carriera
Ha esordito fra i professionisti il 17 luglio 2010 disputando l'incontro di Perša Liha pareggiato 1-1 contro lo Stal' Alčevs'k.